# Daniele De Rossi
Daniele De Rossi (Roma, 24 luglio 1983) è un allenatore di calcio ed ex calciatore italiano, di ruolo centrocampista, presidente dell'Ostia Mare.
Considerato uno dei più forti centrocampisti della storia del calcio italiano, ha legato la sua carriera alla Roma, della quale è il giocatore con il secondo maggior numero di presenze ufficiali di sempre dopo Francesco Totti. Con i giallorossi, per cui ha giocato dal 2001 al 2019, ha vinto due Coppe Italia e una Supercoppa italiana.
Con la nazionale maggiore italiana è stato campione del mondo nel 2006, ha raggiunto la finale del campionato d'Europa 2012 e il terzo posto alla Confederations Cup 2013. A livello olimpico ha vinto la medaglia di bronzo al Giochi olimpici di Atene 2004 e a livello giovanile è stato campione d'Europa Under-21 nel 2004.
Con 117 presenze è il quinto giocatore italiano con il maggior numero di presenze in nazionale, a pari merito con Giorgio Chiellini. Con 21 gol è, inoltre, il calciatore non attaccante più prolifico nella nazionale del dopoguerra e il secondo in assoluto dopo Adolfo Baloncieri in tale particolare classifica.
Nel 2006 fu nominato miglior calciatore giovane dall'Associazione Italiana Calciatori, mentre nel 2009 è stato da questa nominato migliore calciatore italiano. Nel 2012 fu uno dei 23 giocatori inseriti nel Team of the Tournament del campionato europeo di quell'anno.
Nel 2024 è stato inserito nella Hall of Fame del calcio italiano.

## Biografia

### Famiglia
Nato nel quartiere romano di Ostia, è figlio di Alberto De Rossi, già giocatore delle giovanili della Roma che, prima di diventare allenatore della squadra Primavera del club capitolino, fu professionista in Serie C; anche suo cugino, Andrea De Rossi, è calciatore professionista. Ha una figlia, Gaia, nata il 16 luglio 2005, la cui madre è Tamara Pisnoli, sposata il 18 maggio 2006 e dalla quale si è separato nel 2009, arrestata nel 2013 e condannata per rapina e tentata estorsione nel 2023.Il 7 agosto 2008 viene assassinato il suocero, Massimo Pisnoli, presso il comune di Aprilia, in provincia di Latina. Pochi giorni dopo, De Rossi decide di dedicare la doppietta firmata in nazionale nella gara contro la Georgia proprio al parente scomparso. I responsabili dell'omicidio, Gabriele Piras e Giuseppe Arena, sono stati arrestati alcuni mesi dopo. Nel 2011 si è fidanzato con l'attrice Sarah Felberbaum, dalla quale ha avuto, il 14 febbraio 2014, una bambina di nome Olivia Rose, e il 3 settembre 2016 un bambino di nome Noah; i due convolano a nozze il 24 dicembre 2015 alle Maldive.

### Presenza nei media
È stato protagonista, insieme ad altri calciatori, di spot pubblicitari per UniCredit, Pringles, Adidas, Linkem e Gillette.

## Caratteristiche tecniche
Schierato inizialmente come attaccante nell'Ostiamare, successivamente nella Roma è diventato trequartista e centrocampista mediano. Possedeva un gran tiro da fuori area e un ottimo stacco di testa. Sin dalle giovanili con la Roma dimostrava una eccellente forza fisica, una buona visione del campo e una grande tenacia. Faceva del temperamento e della carica agonistica le sue doti migliori. Era in grado di spezzare il gioco avversario con intelligenza tattica e decisi tackle, facendo ripartire in questo modo la squadra e dimostrando ottime capacità di impostazione. L'allora allenatore della Roma Luciano Spalletti, suo mentore e grande estimatore, ha detto di lui: «è come avere un satellitare: imposti la richiesta e lui sa già la strada e la posizione di cui hai bisogno».
È considerato una delle maggiori stelle del calcio italiano degli anni duemila e duemiladieci, nonché uno dei migliori centrocampisti della sua generazione. L'ex commissario tecnico della nazionale italiana Marcello Lippi, in seguito ad una grande prova del romano contro la Georgia nelle qualificazioni ai mondiali del 2010, lo elogiò definendolo uno dei migliori centrocampisti al mondo al pari degli inglesi Lampard e Gerrard. Nella stagione 2011-2012, ha spesso ricoperto il ruolo di difensore centrale, sia per la Roma che per la nazionale. Ha più volte dichiarato di ispirarsi allo stile di gioco di Roy Keane; in onore del calciatore irlandese, indossava il numero 16 sia con il club sia in maglia azzurra.

## Carriera

### Giocatore

#### Club

##### Giovanili
De Rossi inizia a giocare ben presto nel settore giovanile dell'Ostiamare. Il suo ruolo nella squadra inizialmente era quello di terzino, poi divenuto attaccante. A 9 anni riceve la prima chiamata della NB, ma rifiuta per rimanere con i suoi compagni di squadra di Ostiamare. A 16-17 anni, invece, decide di aggregarsi al club giallorosso, del quale il padre Alberto è l'allenatore della squadra Primavera. Il giovane calciatore si mette subito in luce e diventa ben presto un elemento importante della squadra giovanile della Roma. Nelle giovanili della Roma, De Rossi, anche grazie al suo ex allenatore Mauro Bencivenga, passa dal ruolo di attaccante a centrocampista, che lo accompagnerà anche nelle stagioni future.

##### Roma
(Daniele De Rossi)

###### L'approdo al professionismo
All'inizio del 2001, De Rossi riceve le prime convocazioni in prima squadra - dove indossa la maglia numero 26 - ma non scende mai in campo. L'allenatore Fabio Capello lo fa esordire tra i professionisti il 30 ottobre 2001, a 18 anni, facendolo entrare al posto di Tomić nel secondo tempo della partita di Champions League Roma-Anderlecht (1-1). Nella sua stagione di esordio viene impiegato anche in 3 gare di Coppa Italia, competizione in cui la Roma non riesce a qualificarsi alle semifinali.
La stagione successiva, il 25 gennaio 2003, a 19 anni esordisce in Serie A nella partita Como-Roma (2-0). Il 10 maggio viene schierato da titolare per la prima volta e realizza il suo primo gol nella massima serie, durante la partita casalinga contro il Torino (3-1). Il 24 maggio realizza anche il suo secondo gol stagionale nell'ultima partita di campionato disputata, persa per 1-2 contro l'Atalanta allo stadio Olimpico. La Roma conclude la stagione al settimo posto e perde la finale di Coppa Italia contro il Milan. De Rossi chiude la stagione con 4 presenze e 2 gol in campionato.
Nel 2003-2004 totalizza 17 presenze in campionato e 4 presenze in Coppa Italia, contribuendo al secondo posto in campionato. In Coppa UEFA ottiene 6 presenze e il 24 settembre 2003 realizza il suo primo gol nelle coppe europee, nella gara di andata del primo turno vinta 4-0 contro il Vardar. In questa competizione la Roma viene poi eliminata dal Villarreal negli ottavi di finale.

###### I primi successi

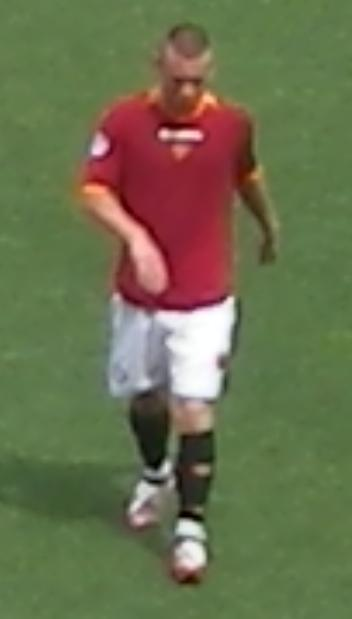
De Rossi alla Roma nel 2007

Nel 2004-2005, a 21 anni, diventa titolare nella squadra. Decide di indossare la maglia numero 4, lasciata libera da Cristian Chivu che ha scelto la 13. L'8 settembre 2004 ha segnato un gol nella partita di Champions League contro il Real Madrid, partita conclusasi con il risultato di 4-2 per la squadra spagnola. Segna anche nella sfida contro l'Inter, giocata il 3 ottobre seguente, finita in parità con il risultato di 3-3. Durante l'incontro, tuttavia, è protagonista dell'infortunio di Obafemi Martins, motivo per cui viene espulso. Dopo la partita, De Rossi si è scusato con l'avversario di quanto accaduto. La Roma conclude la stagione all'ottavo posto e perde la finale di Coppa Italia contro l'Inter. De Rossi, invece, conclude la stagione con trenta presenze in campionato, cinque in Coppa Italia e tre in Champions League. Al termine della stagione, il Manchester Utd e il Real Madrid esprimono interesse ad acquistare il talento romano..
Prima dell'inizio della stagione 2005-2006, De Rossi segna uno dei tre gol per la Roma nella partita di campionato vinta contro la Reggina. Il nuovo allenatore, Luciano Spalletti, utilizza ad inizio stagione il modulo 4-5-1, in cui De Rossi è stato schierato come centrocampista difensivo e più vicino alla linea difensiva. Il 15 marzo 2006, nella partita di Coppa UEFA contro il Middlesbrough, indossa per la prima volta la fascia di capitano. Quattro giorni dopo, il 19 marzo, durante la partita Roma-Messina, De Rossi segna un gol di testa sfiorando la palla con la mano. L'arbitro convalida il gol, ma il giocatore con fairplay ammette l'irregolarità e la rete viene annullata. Nella stessa partita, però, subisce un infortunio alla caviglia che lo tiene lontano dal campo di gioco per almeno due settimane. La Roma, al termine della stagione, si classifica al quinto posto, ma in seguito allo scandalo che travolge improvvisamente il calcio italiano e al successivo stravolgimento della classifica finale acquisisce d'ufficio la seconda posizione, qualificandosi così alla Champions League. Conclude la stagione con 34 presenze in campionato, in cui ha segnato sei gol, tre partite nella Coppa Italia, competizione in cui la Roma ha raggiunto nuovamente la finale contro l'Inter, nella quale è stata superata dalla squadra nerazzurra. Consegue, inoltre, sette presenze nella Coppa UEFA. Dalla stagione successiva, De Rossi decide di indossare la maglia numero 16.
Nella stagione 2006-2007 ottiene la definitiva affermazione a livello internazionale. Al termine della stagione colleziona 36 presenze, segnando due gol. La squadra si classifica al secondo posto in campionato. In questa stagione vince, contro i milanesi dell'Inter, la sua prima Coppa Italia: i nerazzurri vengono sconfitti con l'eclatante punteggio di 6-2 nella gara di andata, disputata il 9 maggio allo stadio Olimpico di Roma. Nella gara di ritorno, disputata a San Siro il 17 maggio, il gol di Perrotta segnato all'83' spegne le speranze dei milanesi, che erano andati in vantaggio all'inizio del secondo tempo. In questa stagione vince gli Oscar del calcio AIC come Migliore calciatore giovane. Per evitare inoltre l'insorgere di future difficoltà finanziarie derivate dall'incontrollato aumento delle spese di gestione del club, si decide di imporre un tetto di ingaggi di 2,5 milioni di euro per ogni giocatore tesserato, ad esclusione del capitano Francesco Totti. In futuro, per lo stesso motivo, il tetto-ingaggi non sarebbe stato applicato nemmeno allo stesso De Rossi.
La stagione 2007-2008, il 19 agosto 2007 allo Stadio Giuseppe Meazza di Milano, segna al 78', su rigore, la rete che consente ai giallorossi di trionfare a Milano nella Supercoppa italiana: l'Inter è sconfitta sul proprio terreno per 1-0. In questa stagione, con le forzate assenze per infortunio del capitano Francesco Totti, De Rossi diventa il primo rigorista della squadra, segnando penalty con Catania e Genoa, pur fallendo nella vittoriosa gara (0-1) disputata dai capitolini a San Siro contro il Milan, un "cucchiaio" impreciso. Il 9 aprile 2008, durante la gara di ritorno dei quarti di finale di Champions League, disputata all'Old Trafford di Manchester, calcia alto un rigore sullo 0-0. La Roma perderà la gara contro il Manchester United per 1-0 e non si qualificherà alla semifinale. In questa occasione De Rossi disse: "Questo è l'episodio più brutto della mia carriera". La Roma conclude la stagione al secondo posto. Il 24 maggio 2008, De Rossi vince la sua seconda Coppa Italia allo stadio Olimpico ancora contro l'Inter, sconfitta per 2-1.

###### Cambi di gestione tecnica

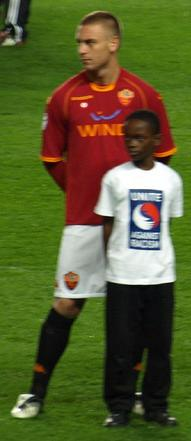
De Rossi con la maglia della Roma nella stagione 2008-2009

Al primo impegno della stagione 2008-2009, la Roma non riesce ad aggiudicarsi la Supercoppa italiana, torneo nel quale De Rossi realizza prima un gol e, successivamente, uno dei tiri dal dischetto per la squadra giallorossa. La partita termina in parità 2-2: l'assegnazione del trofeo vien decisa ai calci di rigore, dove prevale l'Inter per 8-7. Segna il suo primo gol in un derby l'11 aprile 2009 in un Lazio-Roma terminato 4-2. Al termine della stagione, la squadra si classifica in sesta posizione in Serie A, mentre in Coppa Italia il cammino della Roma termina ai quarti di finale.
All'inizio della stagione 2009-2010, il 13 settembre 2009, durante un Siena-Roma (1-2), i sostenitori senesi intonano cori offensivi nei suoi confronti, anche offendendo la memoria del suocero, Massimo Pisnoli, ucciso l'anno precedente. Il giocatore cerca di avvicinarsi alla curva dei tifosi avversari ma viene calmato dall'abbraccio dei suoi compagni di squadra. Il 6 dicembre successivo, durante il derby contro la Lazio, De Rossi raggiunge le 200 presenze in Serie A. Anche dopo l'avvicendamento in panchina tra Spalletti e Ranieri, De Rossi continua ad essere determinante per la squadra. Il 18 gennaio 2010 vince il suo secondo Oscar del calcio: viene eletto migliore calciatore italiano AIC 2009, battuto per il titolo assoluto da Zlatan Ibrahimović. Decide il match contro il Catania, con un tiro dal limite dell'area, consentendo alla Roma di passare il turno di Coppa Italia. Il 27 marzo 2010 segna il primo gol in Roma-Inter (2-1). Anche in questa stagione la squadra si classifica al secondo posto in campionato e perde la finale di Coppa Italia contro l'Inter.
La stagione 2010-2011 vede De Rossi protagonista non solo in campionato, ma anche in Champions League, nonostante l'avvicendamento in panchina tra Ranieri e Montella. Il 23 novembre 2010 nella partita casalinga di Champions League contro il Bayern Monaco segna il gol del momentaneo 2-2 contro i tedeschi, partita poi terminata con il successo dei giallorossi per 3-2. Il 4 febbraio 2011 viene eletto miglior atleta italiano dell'anno 2010 assieme alla nuotatrice Federica Pellegrini dall'Associazione Stampa Estera in Italia. Il 23 febbraio 2011 nella partita di recupero contro il Bologna, segna il gol decisivo dell'1-0 che permette ai giallorossi di espugnare il Dall'Ara. La Roma termina il campionato al sesto posto, mentre in Coppa Italia è eliminata in semifinale dall'Inter.
La stagione 2011-2012 vede l'arrivo di Luis Enrique e di Thomas DiBenedetto, rispettivamente come allenatore e presidente della Roma. Alla fine di questa stagione, la Roma si classifica al settimo posto in campionato. De Rossi chiude la stagione con 32 presenze e 4 gol in campionato.
Nella stagione 2012-2013, la Roma si classifica al sesto posto. Questa stagione non è molto felice per il centrocampista giallorosso, anche a causa del poco feeling con l'allenatore Zdeněk Zeman del quale contesta gli allenamenti, a suo dire troppo duri.
Per questa ragione, De Rossi è stato relegato alla panchina, perdendo il suo posto da titolare. In merito alla situazione del giocatore, Zeman ha dichiarato su di lui: «De Rossi per me non è una nota dolente, ma non ha reso da De Rossi. Non si è integrato con la squadra. Per me è un giocatore importante, spero renda come nelle passate stagioni». Il 22 dicembre 2012, prima del fischio d'inizio di Roma-Milan, De Rossi ha raggiunto le 400 presenze in maglia giallorossa, ricevendo dal presidente Pallotta una targa celebrativa per il traguardo raggiunto. Il 17 marzo 2013, invece, durante la gara vinta 2-0 contro il Parma, raggiunge le 300 presenze in Serie A. A fine stagione, De Rossi conclude con 25 presenze in campionato e 4 presenze in Coppa Italia, competizione che perde in finale contro i rivali cittadini della Lazio nella finale del 26 maggio 2013.

###### L'arrivo di Garcia e il ritorno di Spalletti

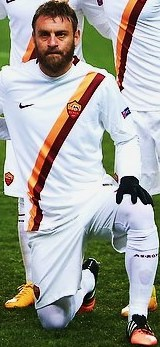
De Rossi durante la sfida di UEFA Champions League 2014-2015 sul campo del CSKA Mosca.

La stagione 2013-2014 vede l'arrivo sulla panchina della Roma di Rudi Garcia, il quale integra immediatamente De Rossi nella sua squadra. Il giocatore decide di rimanere alla Roma, nonostante sia stato vicino al trasferimento in una nuova squadra. Al primo impegno della stagione 2013-2014, il 25 agosto 2013, a Livorno, torna al gol con la maglia giallorossa, dopo un digiuno di oltre 15 mesi (l'ultimo sigillo il 13 maggio 2012 a Cesena), sbloccando la partita al 65' con un destro dai venti metri. Il 10 novembre 2013, contro il Sassuolo (1-1), raggiunge le 318 presenze in Serie A, raggiungendo Giuseppe Giannini, storico capitano della Roma, e gioca la sua 400ª partita da titolare con la maglia giallorossa. L'11 maggio 2014, invece, raggiunge lo storico portiere Guido Masetti e, superandolo, diventa il terzo calciatore con più presenze in serie A nell'intera storia giallorossa.
La seconda stagione sotto la guida di Garcia coincide con il ritorno della Roma in UEFA Champions League dopo tre anni. Il 29 ottobre De Rossi realizza il suo primo gol stagionale nella partita vinta 2-0 contro il Cesena, ritornando a segno in Serie A dopo quasi un anno dall'ultima volta. Il 20 gennaio 2015 decide su rigore ai supplementari la sfida di Coppa Italia contro l'Empoli, portando così i giallorossi ai quarti di finale della competizione.
Sempre contro l'Empoli, Il 17 ottobre 2015 raggiunge la presenza numero 500 con la Roma, dove realizza anche un gol nella vittoria per 3-1. Il 20 ottobre successivo realizza la sua prima doppietta nelle coppe europee, nella partita Bayer Leverkusen-Roma (4-4), valida per la fase a gironi di Champions League. Il 14 gennaio 2016 Garcia viene esonerato e sostituito dal ritorno di Spalletti, con De Rossi che inizialmente si dimostra entusiasta del tecnico.
Nella stagione 2016-2017– iniziata con la sconfitta nel preliminare di Champions League contro il Porto, con De Rossi peraltro espulso nella gara di ritorno – va in gol per tre partite consecutive, suo record personale, contro Lazio, Milan e Juve. Il 28 maggio 2017, nel giorno dell'addio di Francesco Totti, realizza un gol nell'ultima gara di campionato vinta 3-2 in casa sul Genoa, che permette alla Roma di ottenere il 2º posto e la qualificazione diretta alla fase a gironi della Champions League.

###### Le stagioni da capitano
Ereditata la fascia di capitano, De Rossi resta nei primi posti delle gerarchie della squadra anche con il nuovo tecnico, Eusebio Di Francesco, subentrato a Luciano Spalletti, che lo conferma nel ruolo di mediano in un centrocampo a tre formato, oltre che da De Rossi, da Nainggolan e Strootman. Mentre in campionato i giallorossi non riescono a replicare i risultati positivi ottenuti nell'annata precedente, riuscendo comunque a classificarsi terzi ed a qualificarsi per la fase a gironi della Champions League, proprio nella massima competizione europea la squadra capitolina registra risultati a detta di molti sorprendenti, riuscendo a raggiungere prima i quarti di finale, poi la semifinale, rimontando per 3-0 la sfida ai quarti contro il Barcellona, nella quale gara De Rossi segnerà la seconda rete, su calcio di rigore. In semifinale, poi, la Roma verrà eliminata dal Liverpool.
Contrariamente ai successi della suddetta stagione (dove comunque in occasione della sfida vinta 2-3 contro il Frosinone indossa per la 200ª volta la fascia da capitano), la successiva risulta essere molto tribolata per De Rossi, sin dall'arrivo del francese Nzonzi, innesto a centrocampo voluto dal ds Monchi malvisto da De Rossi stesso. A ciò si aggiungono i mancati contatti tra De Rossi e la dirigenza romanista in merito al rinnovo del contratto, in scadenza nel 2019, oltre a numerosi problemi fisici che pregiudicano il rendimento del capitano. Al termine di una stagione vissuta tra alti e bassi, condita dall'esonero di Di Francesco e dal ritorno di Claudio Ranieri, la Roma annuncia la propria volontà di non rinnovare il contratto di De Rossi. Il capitano giallorosso disputa la sua ultima partita all'Olimpico il 26 maggio 2019, contro il Parma, a 18 anni esatti dalla vittoria del terzo scudetto, sullo stesso campo contro la stessa squadra: al momento della sostituzione, cede la fascia al compagno di squadra Alessandro Florenzi, che diventerà il nuovo capitano giallorosso per la stagione successiva. Conclude la sua esperienza in giallorosso con 616 presenze e 63 reti in tutte le competizioni, in 18 anni di militanza.

##### Boca Juniors
Il 26 luglio 2019, a 36 anni, sottoscrive un contratto annuale con la squadra argentina del Boca Juniors. Il 13 agosto fa il suo debutto e segna una rete in occasione della gara di Coppa Argentina contro l'Almagro, finita 1-1 e poi persa ai rigori. Debutta nella Primera División il 19 agosto successivo, disputando per intero il match contro l'Aldosivi.
Il 6 gennaio 2020, dopo pochi mesi dal suo trasferimento al Boca Juniors, annuncia il suo ritiro dall'attività agonistica e la sua volontà di diventare allenatore.

#### Nazionale

##### Nazionali giovanili
Il 20 novembre 2001, nella vittoria per 2-0 contro la Bielorussia, De Rossi ha fatto il suo debutto in Nazionale Under-19. Con questa nazionale ha giocato tre partite. Il 27 marzo 2002 ha esordito in Nazionale Under-20 nella partita vinta 4-0 contro la Svizzera. Con questa nazionale ha disputato in totale quattro partite. De Rossi ha collezionato diverse presenze nella Nazionale Under-21, con la quale ha vinto da titolare il campionato d'Europa Under-21 2004, competizione nel quale ha segnato anche due gol, uno contro la Croazia e l'altro nella finale vinta contro la Serbia e Montenegro. Nello stesso anno ha vinto la medaglia di bronzo ai Giochi di Atene con la Nazionale olimpica. Nel corso del torneo, De Rossi ha giocato quattro partite, ovvero le tre partite della fase a girone e la semifinale contro l'Argentina.

##### Nazionale maggiore

###### 2004-2006
Il 4 settembre 2004, a 21 anni, esordisce in nazionale nella partita Italia-Norvegia (2-1), disputata allo Stadio Renzo Barbera di Palermo e valida per le qualificazioni al Mondiale 2006: nella sua partita di esordio realizza anche il suo primo gol in nazionale. Il CT Marcello Lippi lo impiega subito con continuità. Il 30 marzo 2005 indossa per la prima volta la fascia di capitano, nel secondo tempo della partita amichevole Italia-Islanda (0-0), giocata a Padova. Nel maggio del 2006 viene convocato per il campionato mondiale in Germania. Parte come titolare, ma durante la seconda partita della fase a gironi, giocata il 17 giugno, contro gli Stati Uniti viene espulso, al 26' minuto del primo tempo, per aver inferto una gomitata durante un contrasto aereo al giocatore Brian McBride, ferendolo al volto. La scorrettezza gli costa 4 giornate di squalifica. Torna a disposizione del commissario tecnico in occasione della finale del 9 luglio 2006 contro la Francia, subentrando nella ripresa a Francesco Totti. È quella la gara che sancisce il trionfo dell'Italia, e De Rossi realizza tra l'altro il terzo dei cinque rigori della serie finale.

###### 2006-2010
Dopo il Mondiale, Roberto Donadoni è il nuovo commissario tecnico; dopo il ritiro di Totti dalla Nazionale, inoltre, la maglia numero 10 viene affidata a De Rossi, che in questo nuovo ciclo diventa titolare a centrocampo. Il 17 ottobre 2007, a 24 anni, indossa la fascia di capitano dal 1º minuto nella partita amichevole Italia-Sudafrica (2-0) giocata a Siena. Prende parte al campionato d'Europa 2008, dove non viene schierato nella prima gara del girone, la pesante sconfitta per 3-0 contro i Paesi Bassi. Conquista un posto da titolare nei due successivi incontri che porteranno l'Italia ai quarti di finale: nel secondo, vinto per 2-0 sulla Francia, sigla il secondo gol su punizione, complice una decisiva deviazione di Thierry Henry e viene nominato man of the match dall'UEFA. Nei quarti di finale contro la Spagna non trasforma il secondo dei calci di rigore maturati dopo i supplementari; errore che, sommato al successivo di Antonio Di Natale, determina l'eliminazione dell'Italia dagli Europei.
Il 10 settembre 2008, mette a segno la sua prima doppietta con la maglia azzurra contro la Georgia, in una partita valida per le qualificazioni ai Mondiali 2010, dedicando i gol al suocero, ucciso poche settimane prima. Viene poi convocato per la FIFA Confederations Cup 2009, dove ritrova ancora la maglia numero 10. Nella prima partita della competizione sigla il momentaneo 2-1 contro gli Stati Uniti e viene eletto man of the match; gli azzurri verranno eliminati comunque nella prima fase..
Viene poi selezionato dal ct Marcello Lippi per il campionato del mondo 2010 in Sudafrica. Il 14 giugno è autore della rete del pareggio contro il Paraguay (1-1), nel primo incontro della fase finale. Grazie a questa rete, la nona, diventa il marcatore romanista più volte a segno con la maglia azzurra, a pari merito con Francesco Totti. Nella seconda partita contro la Nuova Zelanda, De Rossi procura un rigore poi realizzato da Vincenzo Iaquinta, che permette all'Italia di pareggiare con gli avversari. La nazionale viene eliminata al primo turno dopo aver perso 3-2 contro la Slovacchia, nella terza ed ultima partita della fase a gironi.

###### 2010-2014

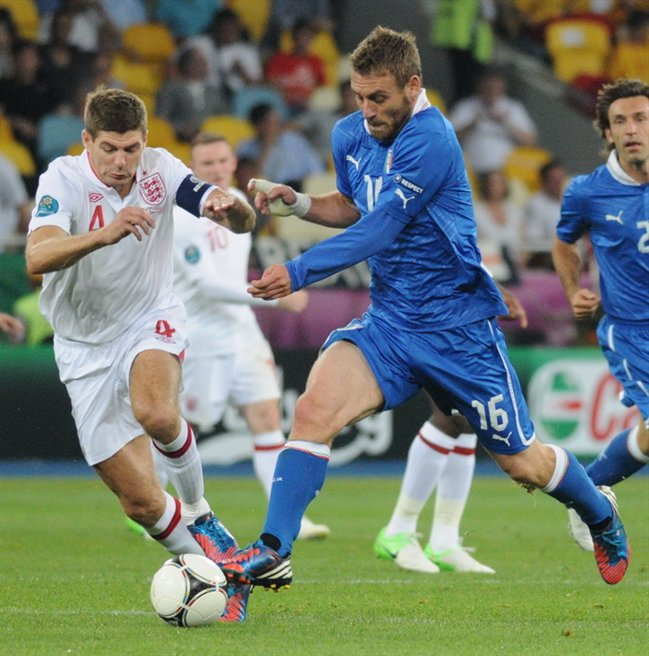
De Rossi, in maglia azzurra, contrasta Steven Gerrard durante i quarti di finale -Italia del

Il 10 agosto 2010, in assenza di Buffon e Pirlo, disputa da capitano la prima partita sotto la guida del nuovo CT Cesare Prandelli, l'amichevole Italia-Costa d'Avorio (0-1) a Londra. Il 3 settembre successivo, in occasione dell'impegno di qualificazione per Euro 2012 contro l'Estonia, supera in presenze il compagno di squadra Francesco Totti e diventa il romanista più presente della storia della nazionale. Il 7 settembre successivo, in occasione dell'impegno di qualificazione per Euro 2012 contro le Fær Øer, mette a segno la sua decima rete in azzurro: grazie a questa rete supera Totti nella classifica dei marcatori e diventa e il romanista più prolifico in azzurro.
Convocato per il campionato d'Europa 2012, nelle prime due partite viene impiegato come difensore centrale, ruolo già ricoperto in alcune occasioni durante la stagione con la sua squadra di club. Dalla terza partita riprende però il suo ruolo a centrocampo. La nazionale si laurea vice-campione d'Europa perdendo per 4-0 la finale contro la Spagna e De Rossi viene inserito nella rosa ideale della competizione.

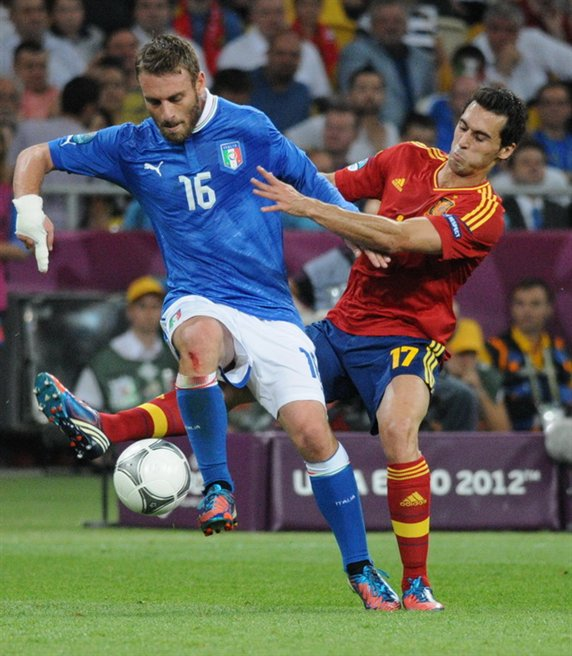
De Rossi contrasta Álvaro Arbeloa durante la finale di Euro 2012 tra Spagna e Italia

Il 4 giugno 2013 viene inserito nella lista dei 23 giocatori che parteciperanno alla Confederations Cup 2013, unico rappresentante romanista della spedizione azzurra. Nella seconda gara del girone contro il Giappone, De Rossi diventa determinante per la vittoria degli Azzurri. Segna, infatti, il primo gol per l'Italia che, sotto di 2 gol, riuscirà così a rimontare gli avversari e vincere 4-3 la partita. Con questo gol, il 15º in carriera, scavalca Giovanni Ferrari e Gianni Rivera, diventando il centrocampista più prolifico nella storia della nazionale dopo Adolfo Baloncieri. Gli Azzurri si classificano al terzo posto dopo aver vinto ai rigori contro l'Uruguay.
Viene inserito nella lista definitiva dei 23 convocati per il Mondiale 2014. Gioca le prime due partite della competizione, mentre salta per infortunio la terza sfida persa contro l'Uruguay, che sancisce la seconda eliminazione consecutiva degli Azzurri al primo turno di un Mondiale.

###### 2014-2017
Il 4 settembre, sempre in assenza di Buffon e Pirlo, disputa da capitano la prima partita sotto la guida del nuovo CT Antonio Conte, l'amichevole Italia-Paesi Bassi (2-0) a Bari, in cui realizza su calcio di rigore il gol numero 100 di un romanista in nazionale. Il 16 novembre successivo, nella gara contro la Croazia valevole per la qualificazione a Euro 2016, festeggia la 100ª presenza in maglia azzurra. Torna a vestire la maglia della nazionale il 6 settembre 2015, realizzando su calcio di rigore, battuto per due volte, la rete che decide la sfida contro la Bulgaria; nella stessa partita, tuttavia, riceve la sua seconda espulsione in maglia azzurra (dopo quella contro gli Stati Uniti nel 2006) per un fallo di reazione nei confronti di Micanski.
Viene convocato per il campionato d'Europa 2016 disputato in Francia. Gioca da titolare due partite del girone e l'ottavo di finale contro la Spagna, partita in cui subisce un infortunio che non gli permette di disputare il quarto di finale contro la Germania che gli azzurri perderanno ai tiri di rigore.
Il 6 ottobre 2016, durante la gestione del nuovo CT Ventura, in occasione della partita contro la Spagna valida per le qualificazioni mondiali, viene premiato dalla UEFA per aver raggiunto le 100 presenze in maglia azzurra. Nella stessa partita, inoltre, realizza il definitivo 1-1 dal dischetto. Il 7 giugno 2017, nell'amichevole contro l'Uruguay, disputa la 113ª partita e realizza il 21º gol, superando rispettivamente Dino Zoff e Paolo Rossi per presenze e reti in nazionale.
Il 10 novembre 2017 disputa da titolare la partita di andata del play-off per la qualificazione al Mondiale 2018, gara persa 1-0 in trasferta contro la Svezia, in cui una sua deviazione è decisiva in occasione del gol vittoria degli scandinavi. Questa rimane la sua ultima presenza con gli Azzurri, in quanto non viene impiegato nella partita di ritorno del 13 novembre (in cui ha anche avuto un alterco con il CT Ventura, che avrebbe voluto far subentrare lui e non Insigne in una situazione in cui si doveva rimontare lo svantaggio dell'andata) e la sera stessa, dopo l'eliminazione dell'Italia, a 34 anni annuncia il suo ritiro dalla nazionale.

### Allenatore

#### Gli inizi da assistente tecnico
Il 18 marzo 2021 entra a far parte dello staff tecnico della nazionale italiana, come uno degli assistenti del CT Roberto Mancini. Molto apprezzato dai giocatori, tra i quali ritrova diversi ex compagni, partecipa alla vittoriosa spedizione al campionato d'Europa 2020.
Il 13 agosto 2021 comunica la sua scelta di lasciare lo staff tecnico della nazionale per allenare in prima persona. Il 23 novembre dello stesso anno, torna tuttavia nel Club Italia della Federazione, come assistente tecnico a disposizione delle nazionali giovanili maschili dall'Under-15 all'Under-20, e il 21 gennaio 2022 fa ritorno nello staff di Mancini.

#### SPAL
L'11 ottobre 2022, dopo aver lasciato il ruolo da assistente tecnico della nazionale, viene ufficializzato come nuovo allenatore della SPAL, in Serie B. Debutta quattro giorni dopo, in occasione del match di campionato pareggiato in casa del Cittadella (0-0). Il 22 ottobre seguente consegue la prima vittoria da allenatore in occasione dell'incontro casalingo vinto per 5-0 contro il Cosenza. Il 14 febbraio 2023, dopo 17 panchine in cui, tra campionato e coppa nazionale, ha raccolto solo 3 vittorie, viene sollevato dall'incarico insieme a tutto il suo staff. Dopo l'esonero è rimasto sotto contratto con gli estensi sino all'8 giugno, giorno in cui si è separato consensualmente dal club.
Nel settembre 2023 acquisisce la licenza UEFA Pro, dopo aver completato il corso di formazione al Settore Tecnico.

#### Roma
Il 16 gennaio 2024 viene nominato nuovo allenatore della Roma, con cui firma un contratto fino al termine della stagione, in sostituzione dell'esonerato José Mourinho. Il 20 gennaio seguente raccoglie la prima panchina in Serie A e, contestualmente, la prima vittoria in campionato alla guida della Roma grazie al 2-1 contro il Verona. Il 10 aprile, alla vigilia della partita dei quarti di finale della UEFA Europa League, l'allenatore guida la Roma alla vittoria per 1-0 contro il Milan; la settimana seguente, conferma il successo della squadra, superando il turno con un'altra vittoria per 2-1. A seguito di un calo nel finale di stagione conclude la stagione al sesto posto, mentre in Europa League la squadra è stata eliminata in semifinale dal Bayer Leverkusen.
Nel giugno del 2024, rinnova ufficialmente il proprio contratto con il club giallorosso fino al 30 giugno 2027. Tuttavia, il 18 settembre 2024, dopo un avvio di campionato senza vittorie in 4 partite, viene esonerato.

### Presidente dell'Ostia Mare
Il 24 gennaio 2025 l'Ostia Mare ha rilasciato un comunicato informando che De Rossi ha rilevato la proprietà del club di Serie D divenendone il presidente.

## Statistiche

### Presenze e reti nei club
| Stagione        | Squadra         | Campionato      | Campionato | Campionato | Coppe nazionali | Coppe nazionali | Coppe nazionali | Coppe continentali | Coppe continentali | Coppe continentali | Altre coppe | Altre coppe | Altre coppe | Totale | Totale |
| Stagione        | Squadra         | Comp            | Pres       | Reti       | Comp            | Pres            | Reti            | Comp               | Pres               | Reti               | Comp        | Pres        | Reti        | Pres   | Reti   |
| --------------- | --------------- | --------------- | ---------- | ---------- | --------------- | --------------- | --------------- | ------------------ | ------------------ | ------------------ | ----------- | ----------- | ----------- | ------ | ------ |
| 2001-2002       | Roma            | A               | 0          | 0          | CI              | 3               | 0               | UCL                | 1                  | 0                  | SI          | 0           | 0           | 4      | 0      |
| 2002-2003       | Roma            | A               | 4          | 2          | CI              | 3               | 0               | UCL                | 0                  | 0                  | -           | -           | -           | 7      | 2      |
| 2003-2004       | Roma            | A               | 17         | 0          | CI              | 4               | 0               | CU                 | 6                  | 1                  | -           | -           | -           | 27     | 1      |
| 2004-2005       | Roma            | A               | 30         | 2          | CI              | 5               | 1               | UCL                | 3                  | 1                  | -           | -           | -           | 38     | 4      |
| 2005-2006       | Roma            | A               | 34         | 6          | CI              | 4               | 0               | CU                 | 7                  | 0                  | -           | -           | -           | 45     | 6      |
| 2006-2007       | Roma            | A               | 36         | 2          | CI              | 8               | 2               | UCL                | 10                 | 2                  | SI          | 1           | 0           | 55     | 6      |
| 2007-2008       | Roma            | A               | 34         | 5          | CI              | 6               | 0               | UCL                | 10                 | 0                  | SI          | 1           | 1           | 51     | 6      |
| 2008-2009       | Roma            | A               | 33         | 3          | CI              | 2               | 0               | UCL                | 7                  | 0                  | SI          | 1           | 1           | 43     | 4      |
| 2009-2010       | Roma            | A               | 33         | 7          | CI              | 4               | 1               | UEL                | 12                 | 3                  | -           | -           | -           | 49     | 11     |
| 2010-2011       | Roma            | A               | 28         | 2          | CI              | 4               | 0               | UCL                | 7                  | 1                  | SI          | 1           | 0           | 40     | 3      |
| 2011-2012       | Roma            | A               | 32         | 4          | CI              | 0               | 0               | UEL                | 0                  | 0                  | -           | -           | -           | 32     | 4      |
| 2012-2013       | Roma            | A               | 25         | 0          | CI              | 4               | 0               | -                  | -                  | -                  | -           | -           | -           | 29     | 0      |
| 2013-2014       | Roma            | A               | 32         | 1          | CI              | 4               | 0               | -                  | -                  | -                  | -           | -           | -           | 36     | 1      |
| 2014-2015       | Roma            | A               | 26         | 2          | CI              | 1               | 1               | UCL+UEL            | 3+4                | 0                  | -           | -           | -           | 34     | 3      |
| 2015-2016       | Roma            | A               | 24         | 1          | CI              | 1               | 0               | UCL                | 6                  | 2                  | -           | -           | -           | 31     | 3      |
| 2016-2017       | Roma            | A               | 31         | 4          | CI              | 1               | 0               | UCL+UEL            | 2+6                | 0+1                | -           | -           | -           | 40     | 5      |
| 2017-2018       | Roma            | A               | 22         | 1          | CI              | 0               | 0               | UCL                | 10                 | 1                  | -           | -           | -           | 32     | 2      |
| 2018-2019       | Roma            | A               | 18         | 1          | CI              | 1               | 0               | UCL                | 4                  | 1                  | -           | -           | -           | 23     | 2      |
| Totale Roma     | Totale Roma     | Totale Roma     | 459        | 43         |                 | 55              | 5               |                    | 98                 | 13                 |             | 4           | 2           | 616    | 63     |
| 2019-gen. 2020  | Boca Juniors    | PD              | 5          | 0          | CA              | 1               | 1               | CL                 | 1                  | 0                  | -           | -           | -           | 7      | 1      |
| Totale carriera | Totale carriera | Totale carriera | 464        | 43         |                 | 56              | 6               |                    | 99                 | 13                 |             | 4           | 2           | 623    | 64     |

### Cronologia presenze e reti in nazionale
| Cronologia completa delle presenze e delle reti in nazionale ― Italia | Cronologia completa delle presenze e delle reti in nazionale ― Italia | Cronologia completa delle presenze e delle reti in nazionale ― Italia | Cronologia completa delle presenze e delle reti in nazionale ― Italia | Cronologia completa delle presenze e delle reti in nazionale ― Italia | Cronologia completa delle presenze e delle reti in nazionale ― Italia | Cronologia completa delle presenze e delle reti in nazionale ― Italia | Cronologia completa delle presenze e delle reti in nazionale ― Italia |
| Data                                                                  | Città                                                                 | In casa                                                               | Risultato                                                             | Ospiti                                                                | Competizione                                                          | Reti                                                                  | Note                                                                  |
| --------------------------------------------------------------------- | --------------------------------------------------------------------- | --------------------------------------------------------------------- | --------------------------------------------------------------------- | --------------------------------------------------------------------- | --------------------------------------------------------------------- | --------------------------------------------------------------------- | --------------------------------------------------------------------- |
| 4-9-2004                                                              | Palermo                                                               | Italia                                                                | 2 – 1                                                                 | Norvegia                                                              | Qual. Mondiali 2006                                                   | 1                                                                     |                                                                       |
| 9-10-2004                                                             | Celje                                                                 | Slovenia                                                              | 1 – 0                                                                 | Italia                                                                | Qual. Mondiali 2006                                                   | -                                                                     | 90+1’                                                                 |
| 13-10-2004                                                            | Parma                                                                 | Italia                                                                | 4 – 3                                                                 | Bielorussia                                                           | Qual. Mondiali 2006                                                   | 1                                                                     | 75’                                                                   |
| 17-11-2004                                                            | Messina                                                               | Italia                                                                | 1 – 0                                                                 | Finlandia                                                             | Amichevole                                                            | -                                                                     | 62’ 63’                                                               |
| 9-2-2005                                                              | Cagliari                                                              | Italia                                                                | 2 – 0                                                                 | Russia                                                                | Amichevole                                                            | -                                                                     | 46’                                                                   |
| 26-3-2005                                                             | Milano                                                                | Italia                                                                | 2 – 0                                                                 | Scozia                                                                | Qual. Mondiali 2006                                                   | -                                                                     | 72’                                                                   |
| 30-3-2005                                                             | Padova                                                                | Italia                                                                | 0 – 0                                                                 | Islanda                                                               | Amichevole                                                            | -                                                                     |                                                                       |
| 4-6-2005                                                              | Oslo                                                                  | Norvegia                                                              | 0 – 0                                                                 | Italia                                                                | Qual. Mondiali 2006                                                   | -                                                                     |                                                                       |
| 17-8-2005                                                             | Dublino                                                               | Irlanda                                                               | 1 – 2                                                                 | Italia                                                                | Amichevole                                                            | -                                                                     | 46’                                                                   |
| 3-9-2005                                                              | Glasgow                                                               | Scozia                                                                | 1 – 1                                                                 | Italia                                                                | Qual. Mondiali 2006                                                   | -                                                                     | 60’                                                                   |
| 8-10-2005                                                             | Palermo                                                               | Italia                                                                | 1 – 0                                                                 | Slovenia                                                              | Qual. Mondiali 2006                                                   | -                                                                     | 82’                                                                   |
| 12-10-2005                                                            | Lecce                                                                 | Italia                                                                | 2 – 1                                                                 | Moldavia                                                              | Qual. Mondiali 2006                                                   | -                                                                     |                                                                       |
| 12-11-2005                                                            | Amsterdam                                                             | Paesi Bassi                                                           | 1 – 3                                                                 | Italia                                                                | Amichevole                                                            | -                                                                     | 60’                                                                   |
| 16-11-2005                                                            | Ginevra                                                               | Italia                                                                | 1 – 1                                                                 | Costa d'Avorio                                                        | Amichevole                                                            | -                                                                     | 46’                                                                   |
| 1-3-2006                                                              | Firenze                                                               | Italia                                                                | 4 – 1                                                                 | Germania                                                              | Amichevole                                                            | 1                                                                     |                                                                       |
| 31-5-2006                                                             | Ginevra                                                               | Svizzera                                                              | 1 – 1                                                                 | Italia                                                                | Amichevole                                                            | -                                                                     | 46’                                                                   |
| 2-6-2006                                                              | Losanna                                                               | Italia                                                                | 0 – 0                                                                 | Ucraina                                                               | Amichevole                                                            | -                                                                     |                                                                       |
| 12-6-2006                                                             | Hannover                                                              | Italia                                                                | 2 – 0                                                                 | Ghana                                                                 | Mondiali 2006 - 1º turno                                              | -                                                                     |                                                                       |
| 17-6-2006                                                             | Kaiserslautern                                                        | Italia                                                                | 1 – 1                                                                 | Stati Uniti                                                           | Mondiali 2006 - 1º turno                                              | -                                                                     | 28’                                                                   |
| 9-7-2006                                                              | Berlino                                                               | Italia                                                                | 1 – 1 dts (5 – 3 dtr)                                                 | Francia                                                               | Mondiali 2006 - Finale                                                | -                                                                     | 61’                                                                   |
| 2-9-2006                                                              | Napoli                                                                | Italia                                                                | 1 – 1                                                                 | Lituania                                                              | Qual. Euro 2008                                                       | -                                                                     | 61’                                                                   |
| 6-9-2006                                                              | Parigi                                                                | Francia                                                               | 3 – 1                                                                 | Italia                                                                | Qual. Euro 2008                                                       | -                                                                     | 87’                                                                   |
| 7-10-2006                                                             | Roma                                                                  | Italia                                                                | 2 – 0                                                                 | Ucraina                                                               | Qual. Euro 2008                                                       | -                                                                     |                                                                       |
| 11-10-2006                                                            | Tbilisi                                                               | Georgia                                                               | 1 – 3                                                                 | Italia                                                                | Qual. Euro 2008                                                       | 1                                                                     |                                                                       |
| 15-11-2006                                                            | Bergamo                                                               | Italia                                                                | 1 – 1                                                                 | Turchia                                                               | Amichevole                                                            | -                                                                     | 71’                                                                   |
| 28-3-2007                                                             | Bari                                                                  | Italia                                                                | 2 – 0                                                                 | Scozia                                                                | Qual. Euro 2008                                                       | -                                                                     |                                                                       |
| 6-6-2007                                                              | Kaunas                                                                | Lituania                                                              | 0 – 2                                                                 | Italia                                                                | Qual. Euro 2008                                                       | -                                                                     | 65’                                                                   |
| 8-9-2007                                                              | Milano                                                                | Italia                                                                | 0 – 0                                                                 | Francia                                                               | Qual. Euro 2008                                                       | -                                                                     |                                                                       |
| 17-10-2007                                                            | Siena                                                                 | Italia                                                                | 2 – 0                                                                 | Sudafrica                                                             | Amichevole                                                            | -                                                                     | Cap. 59’                                                              |
| 17-11-2007                                                            | Glasgow                                                               | Scozia                                                                | 1 – 2                                                                 | Italia                                                                | Qual. Euro 2008                                                       | -                                                                     | 87’                                                                   |
| 21-11-2007                                                            | Modena                                                                | Italia                                                                | 3 – 1                                                                 | Fær Øer                                                               | Qual. Euro 2008                                                       | -                                                                     |                                                                       |
| 6-2-2008                                                              | Zurigo                                                                | Italia                                                                | 3 – 1                                                                 | Portogallo                                                            | Amichevole                                                            | -                                                                     | 53’                                                                   |
| 26-3-2008                                                             | Elche                                                                 | Spagna                                                                | 1 – 0                                                                 | Italia                                                                | Amichevole                                                            | -                                                                     |                                                                       |
| 13-6-2008                                                             | Zurigo                                                                | Italia                                                                | 1 – 1                                                                 | Romania                                                               | Euro 2008 - 1º turno                                                  | -                                                                     |                                                                       |
| 17-6-2008                                                             | Zurigo                                                                | Francia                                                               | 0 – 2                                                                 | Italia                                                                | Euro 2008 - 1º turno                                                  | 1                                                                     |                                                                       |
| 22-6-2008                                                             | Vienna                                                                | Spagna                                                                | 0 – 0 dts (4 – 2 dtr)                                                 | Italia                                                                | Euro 2008 - Quarti di finale                                          | -                                                                     |                                                                       |
| 20-8-2008                                                             | Nizza                                                                 | Italia                                                                | 2 – 2                                                                 | Austria                                                               | Amichevole                                                            | -                                                                     |                                                                       |
| 6-9-2008                                                              | Larnaca                                                               | Cipro                                                                 | 1 – 2                                                                 | Italia                                                                | Qual. Mondiali 2010                                                   | -                                                                     |                                                                       |
| 10-9-2008                                                             | Udine                                                                 | Italia                                                                | 2 – 0                                                                 | Georgia                                                               | Qual. Mondiali 2010                                                   | 2                                                                     |                                                                       |
| 11-10-2008                                                            | Sofia                                                                 | Bulgaria                                                              | 0 – 0                                                                 | Italia                                                                | Qual. Mondiali 2010                                                   | -                                                                     |                                                                       |
| 15-10-2008                                                            | Lecce                                                                 | Italia                                                                | 2 – 1                                                                 | Montenegro                                                            | Qual. Mondiali 2010                                                   | -                                                                     |                                                                       |
| 19-11-2008                                                            | Atene                                                                 | Grecia                                                                | 1 – 1                                                                 | Italia                                                                | Amichevole                                                            | -                                                                     |                                                                       |
| 10-2-2009                                                             | Londra                                                                | Brasile                                                               | 2 – 0                                                                 | Italia                                                                | Amichevole                                                            | -                                                                     | 59’                                                                   |
| 28-3-2009                                                             | Podgorica                                                             | Montenegro                                                            | 0 – 2                                                                 | Italia                                                                | Qual. Mondiali 2010                                                   | -                                                                     |                                                                       |
| 1-4-2009                                                              | Bari                                                                  | Italia                                                                | 1 – 1                                                                 | Irlanda                                                               | Qual. Mondiali 2010                                                   | -                                                                     |                                                                       |
| 15-6-2009                                                             | Pretoria                                                              | Stati Uniti                                                           | 1 – 3                                                                 | Italia                                                                | Conf. Cup 2009 - 1º turno                                             | 1                                                                     |                                                                       |
| 18-6-2009                                                             | Johannesburg                                                          | Egitto                                                                | 1 – 0                                                                 | Italia                                                                | Conf. Cup 2009 - 1º turno                                             | -                                                                     |                                                                       |
| 21-6-2009                                                             | Pretoria                                                              | Italia                                                                | 0 – 3                                                                 | Brasile                                                               | Conf. Cup 2009 - 1º turno                                             | -                                                                     |                                                                       |
| 9-9-2009                                                              | Torino                                                                | Italia                                                                | 2 – 0                                                                 | Bulgaria                                                              | Qual. Mondiali 2010                                                   | -                                                                     |                                                                       |
| 10-10-2009                                                            | Dublino                                                               | Irlanda                                                               | 2 – 2                                                                 | Italia                                                                | Qual. Mondiali 2010                                                   | -                                                                     |                                                                       |
| 14-10-2009                                                            | Parma                                                                 | Italia                                                                | 3 – 2                                                                 | Cipro                                                                 | Qual. Mondiali 2010                                                   | -                                                                     | 66’                                                                   |
| 3-3-2010                                                              | Monaco                                                                | Italia                                                                | 0 – 0                                                                 | Camerun                                                               | Amichevole                                                            | -                                                                     | 46’                                                                   |
| 3-6-2010                                                              | Bruxelles                                                             | Italia                                                                | 1 – 2                                                                 | Messico                                                               | Amichevole                                                            | -                                                                     | 76’                                                                   |
| 5-6-2010                                                              | Ginevra                                                               | Svizzera                                                              | 1 – 1                                                                 | Italia                                                                | Amichevole                                                            | -                                                                     | 88’                                                                   |
| 14-6-2010                                                             | Città del Capo                                                        | Italia                                                                | 1 – 1                                                                 | Paraguay                                                              | Mondiali 2010 - 1º turno                                              | 1                                                                     |                                                                       |
| 20-6-2010                                                             | Nelspruit                                                             | Italia                                                                | 1 – 1                                                                 | Nuova Zelanda                                                         | Mondiali 2010 - 1º turno                                              | -                                                                     |                                                                       |
| 24-6-2010                                                             | Johannesburg                                                          | Slovacchia                                                            | 3 – 2                                                                 | Italia                                                                | Mondiali 2010 - 1º turno                                              | -                                                                     |                                                                       |
| 10-8-2010                                                             | Londra                                                                | Italia                                                                | 0 – 1                                                                 | Costa d'Avorio                                                        | Amichevole                                                            | -                                                                     | Cap.                                                                  |
| 3-9-2010                                                              | Tallinn                                                               | Estonia                                                               | 1 – 2                                                                 | Italia                                                                | Qual. Euro 2012                                                       | -                                                                     |                                                                       |
| 7-9-2010                                                              | Firenze                                                               | Italia                                                                | 5 – 0                                                                 | Fær Øer                                                               | Qual. Euro 2012                                                       | 1                                                                     | 76’                                                                   |
| 8-10-2010                                                             | Belfast                                                               | Irlanda del Nord                                                      | 0 – 0                                                                 | Italia                                                                | Qual. Euro 2012                                                       | -                                                                     |                                                                       |
| 17-11-2010                                                            | Klagenfurt am Wörthersee                                              | Romania                                                               | 1 – 1                                                                 | Italia                                                                | Amichevole                                                            | -                                                                     | 46’ 78’                                                               |
| 9-2-2011                                                              | Dortmund                                                              | Germania                                                              | 1 – 1                                                                 | Italia                                                                | Amichevole                                                            | -                                                                     |                                                                       |
| 10-8-2011                                                             | Bari                                                                  | Italia                                                                | 2 – 1                                                                 | Spagna                                                                | Amichevole                                                            | -                                                                     | 65’                                                                   |
| 2-9-2011                                                              | Tórshavn                                                              | Fær Øer                                                               | 0 – 1                                                                 | Italia                                                                | Qual. Euro 2012                                                       | -                                                                     |                                                                       |
| 6-9-2011                                                              | Firenze                                                               | Italia                                                                | 1 – 0                                                                 | Slovenia                                                              | Qual. Euro 2012                                                       | -                                                                     |                                                                       |
| 7-10-2011                                                             | Belgrado                                                              | Serbia                                                                | 1 – 1                                                                 | Italia                                                                | Qual. Euro 2012                                                       | -                                                                     |                                                                       |
| 11-10-2011                                                            | Pescara                                                               | Italia                                                                | 3 – 0                                                                 | Irlanda del Nord                                                      | Qual. Euro 2012                                                       | -                                                                     |                                                                       |
| 11-11-2011                                                            | Breslavia                                                             | Polonia                                                               | 0 – 2                                                                 | Italia                                                                | Amichevole                                                            | -                                                                     | 46’                                                                   |
| 15-11-2011                                                            | Roma                                                                  | Italia                                                                | 0 – 1                                                                 | Uruguay                                                               | Amichevole                                                            | -                                                                     |                                                                       |
| 29-2-2012                                                             | Genova                                                                | Italia                                                                | 0 – 1                                                                 | Stati Uniti                                                           | Amichevole                                                            | -                                                                     | 70’                                                                   |
| 1-6-2012                                                              | Zurigo                                                                | Italia                                                                | 0 – 3                                                                 | Russia                                                                | Amichevole                                                            | -                                                                     | 60’                                                                   |
| 10-6-2012                                                             | Danzica                                                               | Spagna                                                                | 1 – 1                                                                 | Italia                                                                | Euro 2012 - 1º turno                                                  | -                                                                     |                                                                       |
| 14-6-2012                                                             | Poznań                                                                | Italia                                                                | 1 – 1                                                                 | Croazia                                                               | Euro 2012 - 1º turno                                                  | -                                                                     |                                                                       |
| 18-6-2012                                                             | Poznań                                                                | Italia                                                                | 2 – 0                                                                 | Irlanda                                                               | Euro 2012 - 1º turno                                                  | -                                                                     |                                                                       |
| 24-6-2012                                                             | Kiev                                                                  | Inghilterra                                                           | 0 – 0 dts (2 – 4 dtr)                                                 | Italia                                                                | Euro 2012 - Quarti di finale                                          | -                                                                     | 80’                                                                   |
| 28-6-2012                                                             | Varsavia                                                              | Germania                                                              | 1 – 2                                                                 | Italia                                                                | Euro 2012 - Semifinale                                                | -                                                                     |                                                                       |
| 1-7-2012                                                              | Kiev                                                                  | Spagna                                                                | 4 – 0                                                                 | Italia                                                                | Euro 2012 - Finale                                                    | -                                                                     | [ 169 ]                                                               |
| 15-8-2012                                                             | Berna                                                                 | Italia                                                                | 1 – 2                                                                 | Inghilterra                                                           | Amichevole                                                            | 1                                                                     | Cap.                                                                  |
| 7-9-2012                                                              | Sofia                                                                 | Bulgaria                                                              | 2 – 2                                                                 | Italia                                                                | Qual. Mondiali 2014                                                   | -                                                                     |                                                                       |
| 12-10-2012                                                            | Erevan                                                                | Armenia                                                               | 1 – 3                                                                 | Italia                                                                | Qual. Mondiali 2014                                                   | 1                                                                     |                                                                       |
| 16-10-2012                                                            | Milano                                                                | Italia                                                                | 3 – 1                                                                 | Danimarca                                                             | Qual. Mondiali 2014                                                   | 1                                                                     |                                                                       |
| 6-2-2013                                                              | Amsterdam                                                             | Paesi Bassi                                                           | 1 – 1                                                                 | Italia                                                                | Amichevole                                                            | -                                                                     | 61’                                                                   |
| 21-3-2013                                                             | Ginevra                                                               | Italia                                                                | 2 – 2                                                                 | Brasile                                                               | Amichevole                                                            | 1                                                                     | 81’                                                                   |
| 7-6-2013                                                              | Praga                                                                 | Rep. Ceca                                                             | 0 – 0                                                                 | Italia                                                                | Qual. Mondiali 2014                                                   | -                                                                     |                                                                       |
| 11-6-2013                                                             | Rio de Janeiro                                                        | Italia                                                                | 2 – 2                                                                 | Haiti                                                                 | Amichevole                                                            | -                                                                     | 55’                                                                   |
| 16-6-2013                                                             | Rio de Janeiro                                                        | Messico                                                               | 1 – 2                                                                 | Italia                                                                | Conf. Cup 2013 - 1º turno                                             | -                                                                     |                                                                       |
| 19-6-2013                                                             | Recife                                                                | Italia                                                                | 4 – 3                                                                 | Giappone                                                              | Conf. Cup 2013 - 1º turno                                             | 1                                                                     |                                                                       |
| 27-6-2013                                                             | Fortaleza                                                             | Spagna                                                                | 0 – 0 dts (7 – 6 dtr)                                                 | Italia                                                                | Conf. Cup 2013 - Semifinale                                           | -                                                                     |                                                                       |
| 30-6-2013                                                             | Salvador                                                              | Italia                                                                | 2 – 2 dts (3 – 2 dtr)                                                 | Uruguay                                                               | Conf. Cup 2013 - Finale 3º posto                                      | -                                                                     | 70’                                                                   |
| 14-8-2013                                                             | Roma                                                                  | Italia                                                                | 1 – 2                                                                 | Argentina                                                             | Amichevole                                                            | -                                                                     |                                                                       |
| 6-9-2013                                                              | Palermo                                                               | Italia                                                                | 1 – 0                                                                 | Bulgaria                                                              | Qual. Mondiali 2014                                                   | -                                                                     |                                                                       |
| 10-9-2013                                                             | Torino                                                                | Italia                                                                | 2 – 1                                                                 | Rep. Ceca                                                             | Qual. Mondiali 2014                                                   | -                                                                     |                                                                       |
| 31-5-2014                                                             | Londra                                                                | Italia                                                                | 0 – 0                                                                 | Irlanda                                                               | Amichevole                                                            | -                                                                     | 62’                                                                   |
| 4-6-2014                                                              | Perugia                                                               | Italia                                                                | 1 – 1                                                                 | Lussemburgo                                                           | Amichevole                                                            | -                                                                     |                                                                       |
| 14-6-2014                                                             | Manaus                                                                | Inghilterra                                                           | 1 – 2                                                                 | Italia                                                                | Mondiali 2014 - 1º turno                                              | -                                                                     |                                                                       |
| 20-6-2014                                                             | Recife                                                                | Italia                                                                | 0 – 1                                                                 | Costa Rica                                                            | Mondiali 2014 - 1º turno                                              | -                                                                     |                                                                       |
| 4-9-2014                                                              | Bari                                                                  | Italia                                                                | 2 – 0                                                                 | Paesi Bassi                                                           | Amichevole                                                            | 1                                                                     | Cap. 67’                                                              |
| 9-9-2014                                                              | Oslo                                                                  | Norvegia                                                              | 0 – 2                                                                 | Italia                                                                | Qual. Euro 2016                                                       | -                                                                     |                                                                       |
| 16-11-2014                                                            | Milano                                                                | Italia                                                                | 1 – 1                                                                 | Croazia                                                               | Qual. Euro 2016                                                       | -                                                                     | [ 170 ]                                                               |
| 6-9-2015                                                              | Palermo                                                               | Italia                                                                | 1 – 0                                                                 | Bulgaria                                                              | Qual. Euro 2016                                                       | 1                                                                     | 55’                                                                   |
| 29-5-2016                                                             | Ta' Qali                                                              | Italia                                                                | 1 – 0                                                                 | Scozia                                                                | Amichevole                                                            | -                                                                     | 67’                                                                   |
| 6-6-2016                                                              | Verona                                                                | Italia                                                                | 2 – 0                                                                 | Finlandia                                                             | Amichevole                                                            | 1                                                                     | 63’                                                                   |
| 13-6-2016                                                             | Lione                                                                 | Belgio                                                                | 0 – 2                                                                 | Italia                                                                | Euro 2016 - 1º turno                                                  | -                                                                     | 78’                                                                   |
| 17-6-2016                                                             | Tolosa                                                                | Italia                                                                | 1 – 0                                                                 | Svezia                                                                | Euro 2016 - 1º turno                                                  | -                                                                     | 69’ 74’                                                               |
| 27-6-2016                                                             | Saint-Denis                                                           | Italia                                                                | 2 – 0                                                                 | Spagna                                                                | Euro 2016 - Ottavi di finale                                          | -                                                                     | 54’                                                                   |
| 1-9-2016                                                              | Bari                                                                  | Italia                                                                | 1 – 3                                                                 | Francia                                                               | Amichevole                                                            | -                                                                     | 46’                                                                   |
| 6-10-2016                                                             | Torino                                                                | Italia                                                                | 1 – 1                                                                 | Spagna                                                                | Qual. Mondiali 2018                                                   | 1                                                                     |                                                                       |
| 12-11-2016                                                            | Vaduz                                                                 | Liechtenstein                                                         | 0 – 4                                                                 | Italia                                                                | Qual. Mondiali 2018                                                   | -                                                                     |                                                                       |
| 15-11-2016                                                            | Milano                                                                | Italia                                                                | 0 – 0                                                                 | Germania                                                              | Amichevole                                                            | -                                                                     |                                                                       |
| 24-3-2017                                                             | Palermo                                                               | Italia                                                                | 2 – 0                                                                 | Albania                                                               | Qual. Mondiali 2018                                                   | 1                                                                     |                                                                       |
| 28-3-2017                                                             | Amsterdam                                                             | Paesi Bassi                                                           | 1 – 2                                                                 | Italia                                                                | Amichevole                                                            | -                                                                     | Cap. 37’                                                              |
| 7-6-2017                                                              | Nizza                                                                 | Italia                                                                | 3 – 0                                                                 | Uruguay                                                               | Amichevole                                                            | 1                                                                     | Cap.                                                                  |
| 11-6-2017                                                             | Udine                                                                 | Italia                                                                | 5 – 0                                                                 | Liechtenstein                                                         | Qual. Mondiali 2018                                                   | -                                                                     |                                                                       |
| 2-9-2017                                                              | Madrid                                                                | Spagna                                                                | 3 – 0                                                                 | Italia                                                                | Qual. Mondiali 2018                                                   | -                                                                     |                                                                       |
| 5-9-2017                                                              | Reggio Emilia                                                         | Italia                                                                | 1 – 0                                                                 | Israele                                                               | Qual. Mondiali 2018                                                   | -                                                                     |                                                                       |
| 10-11-2017                                                            | Solna                                                                 | Svezia                                                                | 1 – 0                                                                 | Italia                                                                | Qual. Mondiali 2018                                                   | -                                                                     |                                                                       |
| Totale                                                                |                                                                       | Presenze (5º posto)                                                   | 117                                                                   |                                                                       | Reti (12º posto)                                                      | 21                                                                    |                                                                       |

| Cronologia completa delle presenze e delle reti in nazionale ― Italia olimpica | Cronologia completa delle presenze e delle reti in nazionale ― Italia olimpica | Cronologia completa delle presenze e delle reti in nazionale ― Italia olimpica | Cronologia completa delle presenze e delle reti in nazionale ― Italia olimpica | Cronologia completa delle presenze e delle reti in nazionale ― Italia olimpica | Cronologia completa delle presenze e delle reti in nazionale ― Italia olimpica | Cronologia completa delle presenze e delle reti in nazionale ― Italia olimpica | Cronologia completa delle presenze e delle reti in nazionale ― Italia olimpica |
| Data                                                                           | Città                                                                          | In casa                                                                        | Risultato                                                                      | Ospiti                                                                         | Competizione                                                                   | Reti                                                                           | Note                                                                           |
| ------------------------------------------------------------------------------ | ------------------------------------------------------------------------------ | ------------------------------------------------------------------------------ | ------------------------------------------------------------------------------ | ------------------------------------------------------------------------------ | ------------------------------------------------------------------------------ | ------------------------------------------------------------------------------ | ------------------------------------------------------------------------------ |
| 12-8-2004                                                                      | Volo                                                                           | Ghana olimpica                                                                 | 2 – 2                                                                          | Italia olimpica                                                                | Olimpiadi 2004 - 1º turno                                                      | -                                                                              | 81’                                                                            |
| 15-8-2004                                                                      | Volo                                                                           | Giappone olimpica                                                              | 2 – 3                                                                          | Italia olimpica                                                                | Olimpiadi 2004 - 1º turno                                                      | 1                                                                              | 68’                                                                            |
| 18-8-2004                                                                      | Il Pireo                                                                       | Paraguay olimpica                                                              | 1 – 0                                                                          | Italia olimpica                                                                | Olimpiadi 2004 - 1º turno                                                      | -                                                                              | 51’                                                                            |
| 24-8-2004                                                                      | Il Pireo                                                                       | Italia olimpica                                                                | 0 – 3                                                                          | Argentina olimpica                                                             | Olimpiadi 2004 - Semifinale                                                    | -                                                                              | 24’ 46’                                                                        |
| Totale                                                                         |                                                                                | Presenze                                                                       | 4                                                                              |                                                                                | Reti                                                                           | 1                                                                              |                                                                                |

| Cronologia completa delle presenze e delle reti in nazionale ― Italia under 21 | Cronologia completa delle presenze e delle reti in nazionale ― Italia under 21 | Cronologia completa delle presenze e delle reti in nazionale ― Italia under 21 | Cronologia completa delle presenze e delle reti in nazionale ― Italia under 21 | Cronologia completa delle presenze e delle reti in nazionale ― Italia under 21 | Cronologia completa delle presenze e delle reti in nazionale ― Italia under 21 | Cronologia completa delle presenze e delle reti in nazionale ― Italia under 21 | Cronologia completa delle presenze e delle reti in nazionale ― Italia under 21 |
| Data                                                                           | Città                                                                          | In casa                                                                        | Risultato                                                                      | Ospiti                                                                         | Competizione                                                                   | Reti                                                                           | Note                                                                           |
| ------------------------------------------------------------------------------ | ------------------------------------------------------------------------------ | ------------------------------------------------------------------------------ | ------------------------------------------------------------------------------ | ------------------------------------------------------------------------------ | ------------------------------------------------------------------------------ | ------------------------------------------------------------------------------ | ------------------------------------------------------------------------------ |
| 5-9-2003                                                                       | Pavia                                                                          | Italia under 21                                                                | 8 – 1                                                                          | Galles under 21                                                                | Qual. Europeo Under-21 2004                                                    | -                                                                              |                                                                                |
| 9-9-2003                                                                       | Novi Sad                                                                       | Serbia e Montenegro under 21                                                   | 1 – 0                                                                          | Italia under 21                                                                | Qual. Europeo Under-21 2004                                                    | -                                                                              |                                                                                |
| 10-10-2003                                                                     | Catanzaro                                                                      | Italia under 21                                                                | 6 – 0                                                                          | Azerbaigian under 21                                                           | Qual. Europeo Under-21 2004                                                    | -                                                                              | 45’                                                                            |
| 15-11-2003                                                                     | Farum                                                                          | Danimarca under 21                                                             | 1 – 1                                                                          | Italia under 21                                                                | Qual. Europeo Under-21 2004                                                    | -                                                                              |                                                                                |
| 19-11-2003                                                                     | Rieti                                                                          | Italia under 21                                                                | 0 – 0                                                                          | Danimarca under 21                                                             | Qual. Europeo Under-21 2004                                                    | -                                                                              |                                                                                |
| 17-2-2004                                                                      | Atene                                                                          | Grecia under 21                                                                | 1 – 1                                                                          | Italia under 21                                                                | Amichevole                                                                     | -                                                                              | 87’                                                                            |
| 11-5-2004                                                                      | Lanciano                                                                       | Italia under 21                                                                | 3 – 1                                                                          | Polonia under 21                                                               | Amichevole                                                                     | -                                                                              | 77’                                                                            |
| 27-5-2004                                                                      | Bochum                                                                         | Italia under 21                                                                | 1 – 2                                                                          | Bielorussia under 21                                                           | Europeo Under-21 2004 - 1º turno                                               | -                                                                              | 81’                                                                            |
| 29-5-2004                                                                      | Bochum                                                                         | Italia under 21                                                                | 2 – 1                                                                          | Serbia e Montenegro under 21                                                   | Europeo Under-21 2004 - 1º turno                                               | -                                                                              |                                                                                |
| 1-6-2004                                                                       | Bochum                                                                         | Italia under 21                                                                | 1 – 0                                                                          | Croazia under 21                                                               | Europeo Under-21 2004 - 1º turno                                               | 1                                                                              |                                                                                |
| 5-6-2004                                                                       | Bochum                                                                         | Italia under 21                                                                | 3 – 1                                                                          | Portogallo under 21                                                            | Europeo Under-21 2004 - Semifinale                                             | -                                                                              | 86’                                                                            |
| 8-6-2004                                                                       | Bochum                                                                         | Italia under 21                                                                | 3 – 0                                                                          | Serbia e Montenegro under 21                                                   | Europeo Under-21 2004 - Finale                                                 | 1                                                                              | 29’                                                                            |
| Totale                                                                         |                                                                                | Presenze                                                                       | 12                                                                             |                                                                                | Reti                                                                           | 2                                                                              |                                                                                |

| Cronologia completa delle presenze e delle reti in nazionale ― Italia under 20 | Cronologia completa delle presenze e delle reti in nazionale ― Italia under 20 | Cronologia completa delle presenze e delle reti in nazionale ― Italia under 20 | Cronologia completa delle presenze e delle reti in nazionale ― Italia under 20 | Cronologia completa delle presenze e delle reti in nazionale ― Italia under 20 | Cronologia completa delle presenze e delle reti in nazionale ― Italia under 20 | Cronologia completa delle presenze e delle reti in nazionale ― Italia under 20 | Cronologia completa delle presenze e delle reti in nazionale ― Italia under 20 |
| Data                                                                           | Città                                                                          | In casa                                                                        | Risultato                                                                      | Ospiti                                                                         | Competizione                                                                   | Reti                                                                           | Note                                                                           |
| ------------------------------------------------------------------------------ | ------------------------------------------------------------------------------ | ------------------------------------------------------------------------------ | ------------------------------------------------------------------------------ | ------------------------------------------------------------------------------ | ------------------------------------------------------------------------------ | ------------------------------------------------------------------------------ | ------------------------------------------------------------------------------ |
| 27-3-2002                                                                      | Urbino                                                                         | Italia under 20                                                                | 4 – 0                                                                          | Svizzera under 20                                                              | Torneo Otto Nazioni                                                            | -                                                                              | 86’                                                                            |
| 17-4-2002                                                                      | Breda                                                                          | Paesi Bassi under 20                                                           | 0 – 0                                                                          | Italia under 20                                                                | Torneo Otto Nazioni                                                            | -                                                                              | 65’                                                                            |
| 24-8-2002                                                                      | L'Alcúdia                                                                      | Ucraina under 20                                                               | 0 – 2                                                                          | Italia under 20                                                                | Torneo L'Alcúdia                                                               | -                                                                              |                                                                                |
| 25-8-2002                                                                      | L'Alcúdia                                                                      | Brasile under 20                                                               | 2 – 0                                                                          | Italia under 20                                                                | Torneo L'Alcúdia                                                               | -                                                                              | 41’                                                                            |
| Totale                                                                         |                                                                                | Presenze                                                                       | 4                                                                              |                                                                                | Reti                                                                           | 0                                                                              |                                                                                |

| Cronologia completa delle presenze e delle reti in nazionale ― Italia under 19 | Cronologia completa delle presenze e delle reti in nazionale ― Italia under 19 | Cronologia completa delle presenze e delle reti in nazionale ― Italia under 19 | Cronologia completa delle presenze e delle reti in nazionale ― Italia under 19 | Cronologia completa delle presenze e delle reti in nazionale ― Italia under 19 | Cronologia completa delle presenze e delle reti in nazionale ― Italia under 19 | Cronologia completa delle presenze e delle reti in nazionale ― Italia under 19 | Cronologia completa delle presenze e delle reti in nazionale ― Italia under 19 |
| Data                                                                           | Città                                                                          | In casa                                                                        | Risultato                                                                      | Ospiti                                                                         | Competizione                                                                   | Reti                                                                           | Note                                                                           |
| ------------------------------------------------------------------------------ | ------------------------------------------------------------------------------ | ------------------------------------------------------------------------------ | ------------------------------------------------------------------------------ | ------------------------------------------------------------------------------ | ------------------------------------------------------------------------------ | ------------------------------------------------------------------------------ | ------------------------------------------------------------------------------ |
| 20-11-2001                                                                     | Cecchina                                                                       | Bielorussia under 19                                                           | 0 – 2                                                                          | Italia under 19                                                                | Qual. Europeo Under-19 2002                                                    | -                                                                              | 42’                                                                            |
| 22-11-2001                                                                     | Aprilia                                                                        | Portogallo under 19                                                            | 2 – 0                                                                          | Italia under 19                                                                | Qual. Europeo Under-19 2002                                                    | -                                                                              |                                                                                |
| 24-11-2001                                                                     | Albano Laziale                                                                 | Italia under 19                                                                | 4 – 0                                                                          | Moldavia under 19                                                              | Qual. Europeo Under-19 2002                                                    | -                                                                              |                                                                                |
| Totale                                                                         |                                                                                | Presenze                                                                       | 3                                                                              |                                                                                | Reti                                                                           | 0                                                                              |                                                                                |

### Record
- Con 117 presenze e 21 gol è il giocatore della Roma che conta più presenze e gol in Nazionale.
- Con 2 gol alla Confederations Cup, è il miglior realizzatore della nazionale italiana (a pari merito con Mario Balotelli e Giuseppe Rossi).[172]

### Statistiche da allenatore
Statistiche aggiornate al 15 settembre 2024.
| Stagione            | Squadra         | Campionato      | Campionato | Campionato | Campionato | Campionato | Coppe nazionali | Coppe nazionali | Coppe nazionali | Coppe nazionali | Coppe nazionali | Coppe continentali | Coppe continentali | Coppe continentali | Coppe continentali | Coppe continentali | Altre coppe | Altre coppe | Altre coppe | Altre coppe | Altre coppe | Totale | Totale | Totale | Totale | % Vittorie | Piazzamento |
| Stagione            | Squadra         | Comp            | G          | V          | N          | P          | Comp            | G               | V               | N               | P               | Comp               | G                  | V                  | N                  | P                  | Comp        | G           | V           | N           | P           | G      | V      | N      | P      | %          | Piazzamento |
| ------------------- | --------------- | --------------- | ---------- | ---------- | ---------- | ---------- | --------------- | --------------- | --------------- | --------------- | --------------- | ------------------ | ------------------ | ------------------ | ------------------ | ------------------ | ----------- | ----------- | ----------- | ----------- | ----------- | ------ | ------ | ------ | ------ | ---------- | ----------- |
| ott. 2022-feb. 2023 | SPAL            | B               | 16         | 3          | 6          | 7          | CI              | 1               | 0               | 0               | 1               | -                  | -                  | -                  | -                  | -                  | -           | -           | -           | -           | -           | 17     | 3      | 6      | 8      | 17,65      | Sub., Eson. |
| gen.-giu. 2024      | Roma            | A               | 18         | 10         | 4          | 4          | CI              | -               | -               | -               | -               | UEL                | 8                  | 3                  | 3                  | 2                  | -           | -           | -           | -           | -           | 26     | 13     | 7      | 6      | 50,00      | Sub., 6°    |
| lug.-set. 2024      | Roma            | A               | 4          | 0          | 3          | 1          | CI              | -               | -               | -               | -               | UEL                | -                  | -                  | -                  | -                  | -           | -           | -           | -           | -           | 4      | 0      | 3      | 1      | &0,00      | Eson.       |
| Totale Roma         | Totale Roma     | Totale Roma     | 22         | 10         | 7          | 5          |                 | -               | -               | -               | -               |                    | 8                  | 3                  | 3                  | 2                  |             | -           | -           | -           | -           | 30     | 13     | 10     | 7      | 43,33      |             |
| Totale carriera     | Totale carriera | Totale carriera | 38         | 13         | 13         | 12         |                 | 1               | 0               | 0               | 1               |                    | 8                  | 3                  | 3                  | 2                  |             | -           | -           | -           | -           | 47     | 16     | 16     | 15     | 34,04      |             |

## Palmarès

### Calciatore

#### Club
- Coppa Italia: 2

Roma: 2006-2007, 2007-2008
- Supercoppa italiana: 1

Roma: 2007

#### Nazionale
- Campionato d'Europa Under-21: 1

Germania 2004
- Bronzo olimpico: 1

Atene 2004
- Campionato mondiale: 1

Germania 2006

#### Individuale
- Oscar del calcio AIC: 2

Migliore calciatore giovane: 2006
Migliore calciatore italiano: 2009
- Team of the Tournament del campionato d'Europa: 1[5]

Polonia-Ucraina 2012
- Premio Bulgarelli Number 8: 1

2018
- Gazzetta Sports Awards: 1

Categoria Legend (2021)
- Hall of Fame del calcio italiano nella categoria Giocatore italiano (2023)